# .tp
.tp was het internetlandcodetopleveldomein voor Oost-Timor. De keuze van de letters, die staan voor Timor Português of Portugees Timor, zijn een legaat van de vroegere status als een Portugese kolonie. Het domein werd het eerst geïntroduceerd in december 1997 door Connect Ireland, een internetserviceaanbieder uit Dublin (Ierland), toen Oost-Timor nog tot Indonesië behoorde.
Door de onafhankelijkheid van Oost-Timor in 2002 is de ISO 3166-1 code veranderd van TP naar TL. Registraties voor .tp domeinen zijn niet meer mogelijk sinds september 2005, het topleveldomein werd verwijderd eind februari 2015.

## Strijdpunt
In 1999 werden, na het houden van een referendum in Oost-Timor over zelfbeschikking, websites met het .tp-domein aangevallen door hackers met pro-Indonesische gevoelens. Dit leidde tot kwaadaardige telefoontjes bij Connect Ireland.
Echter, toen onafhankelijkheidsleider José Ramos Horta, nu de Minister van Vreemdelingenzaken van Oost-Timor, hardop uitsprak ten gunste van het gebruik van hackers om Indonesische sites aan te vallen, maakte Connect Ireland bekend via een persbericht dat ze het plan van hackergebruik afkeurden.

## Overgang naar .tl
.tl is het landcodetopleveldomein dat voldoet aan de ISO 3166-1-standaard. Het Departement van Informatietechnologie in Oost-Timor werkt nu samen met Connect Ireland aan een stabiele en veilige overgang naar .tl. Bestaande gebruikers van een .tp-domein konden kosteloos overstappen naar een eigen domein op .tl. Alles zal hetzelfde blijven voor beide .tp en .tl.
Sinds kort was de enige .tl-website die van het Network Information Centre (NIC), www.nic.tl, maar nu zijn er al meer sites, zoals die van de regering, www.timor-leste.gov.tl, en Timor Telecom, www.timortelecom.tl. Ook heeft Google een .tl-variant.
Sinds oktober 2005 werden geen nieuwe .tp-registraties meer aangenomen, sinds februari 2015 is het topleveldomein verwijderd.

## Gedateerde IANA-informatie
Voor een lange tijd stond op de website van IANA dat het .tl-domein nog aan niemand toebehoorde en dat .tp van Oost-Timor was. Het Departement van Informatietechnologie van Oost-Timor stuurde een brief aan IANA met het verzoek de site te updaten. Op 30 september 2005 gebeurde dit dan ook en stond aangegeven dat .tl voor Oost-Timor is.